# Jimena Cyrulnik
Jimena Cyrulnik (Buenos Aires, 8 de noviembre de 1975) es una exmodelo, presentadora, diseñadora de moda y actriz argentina.

## Carrera
Comenzó  a los doce años como modelo gracias a Roberto Giordano quien la incentivo a su madre a anotarla en una campaña en New York, Estados Unidos.
Su debut profesional en la pantalla chica argentina se dio en el canal MuchMusic y luego con el programa Versus, del cual fue en sus comienzos panelista y con el paso del tiempo llegó a la conducción primero junto a Tomy Dunster, en Telefe y luego con Monchi Balestra, en Canal 9.
Popular presentadora televisiva, condujo programas de entretenimientos tales como La banda de Cantaniño dónde se conocieron la banda de chicas Cuatro reinas, Viví música y  ¿Querés jugar? junto a Nicolás Repetto. También fue panelistas en Desayuno americano conducido por Pamela David,  Ponele la Firma, La jaula de la moda  y en Gran Hermano 2016: La casa en vivo. En el 2008 fue concursante en Patinando por un sueño conducido por Marcelo Tinelli. Se dio el lujo de entrevistas a grandes personalidades de Argentina y el extranjero como Diego Armando Maradona, Rodrigo, Sofía Gala, Pablo Echarri, Chayanne, Enrique Iglesias y los Backstreet Boys.
En cine tuvo su protagónico como actriz junto a Javier López Actis en Laberintos de hielo, con dirección de Miguel Angel Rossi.
También fue animadora de eventos como el Festival Internacional de la Canción de Viña del Mar.
Como diseñadora lanzó una línea de trajes de baño llamada Xyrus en el 2017.

## Alejamiento de los medios
Comenzó a Sufrir trastornos de alimentación (Anorexia) y cuadros de estrés. En el año 2004 se introdujo en la espiritualidad y el cristianismo, se rapó la cabeza, hizo voto de silencio con un grupo de monjas y se alejó del medio artístico, momento en el que, según ella, le ayudó a reflexionar seriamente el sentido de su vida. "Me enamoré de la historia de Jesús", dijo en una entrevista cuando se internó en un convento. Al poco tiempo volvió a su vida normal y volvió a la televisión.

## Vida personal
Tiene tres hermanos: Federico, quien es actor y comediante, Sebastián, y Solana. Estuvo casada con el fotógrafo Lucas Kirby con quien convivió desde 2005 hasta 2019 y tuvo dos hijos, Calder y Tyron.

## Trayectoria
| Televisión  | Televisión                         | Televisión            | Televisión                  |
| Año         | Título                             | Rol                   | Notas                       |
| ----------- | ---------------------------------- | --------------------- | --------------------------- |
| 1998 - 2002 | Versus                             | Presentadora          |                             |
| 2003        | La banda de Cantaniño              | Presentadora          |                             |
| 2005        | Viví música                        | Presentadora          |                             |
| 2006        | ¿Querés jugar?                     | Movilera              |                             |
| 2008        | Patinando por un sueño             | Participante          | 1.º Abandono                |
| 2013-2017   | Desayuno americano                 | Panelista             |                             |
| 2014        | Ponele la firma                    | Panelista             |                             |
| 2014-2018   | La Jaula de la Moda                | Panelista             |                             |
| 2015        | Gran Hermano 2015: La casa en vivo | Panelista             |                             |
| 2015-2016   | Laten corazones                    | Participante invitada | Junto a Federico Cyrulnik   |
| 2016        | Gran Hermano 2016: La casa en vivo | Panelista             |                             |
| 2016        | Bailando 2016                      | Participante invitada | Junto a Carla Conte         |
| 2017        | ¿En qué mano está?                 | Invitada              |                             |
| 2017-2021   | Pasapalabra                        | Invitada              |                             |
| 2019        | Corte y confección                 | Jurado invitada       |                             |
| 2019        | El gran premio de la cocina        | Jurado invitada       |                             |
| 2020        | El muro infernal                   | Invitada              |                             |
| 2020        | Bienvenidos a bordo                | Invitada              |                             |
| 2021        | Corte y confección Famosos         | Participante          | Reemplazo de Miriam Lanzoni |
| 2021        | A la tarde                         | Panelista             |                             |
| 2022        | Nosotros a la mañana               | Panelista             |                             |